# سیبرانداهایس
سیبرانداهوس (به هلندی: Sijbrandahuis) یک منطقهٔ مسکونی در هلند است که در دانتومادیل واقع شده‌است. سیبرانداهوس ۴۰ نفر جمعیت دارد.